# Franz Hickl

Franz Hickl, Polizeimajor

Franz Ferdinand Hickl (* 22. April 1893 in Rostitz bei Mährisch-Trübau, Österreich-Ungarn; † 25. Juli 1934 in Innsbruck) war Polizeistabshauptmann und Kommandant der städtischen Sicherheitswache Innsbruck sowie Opfer des Nationalsozialismus.

## Leben

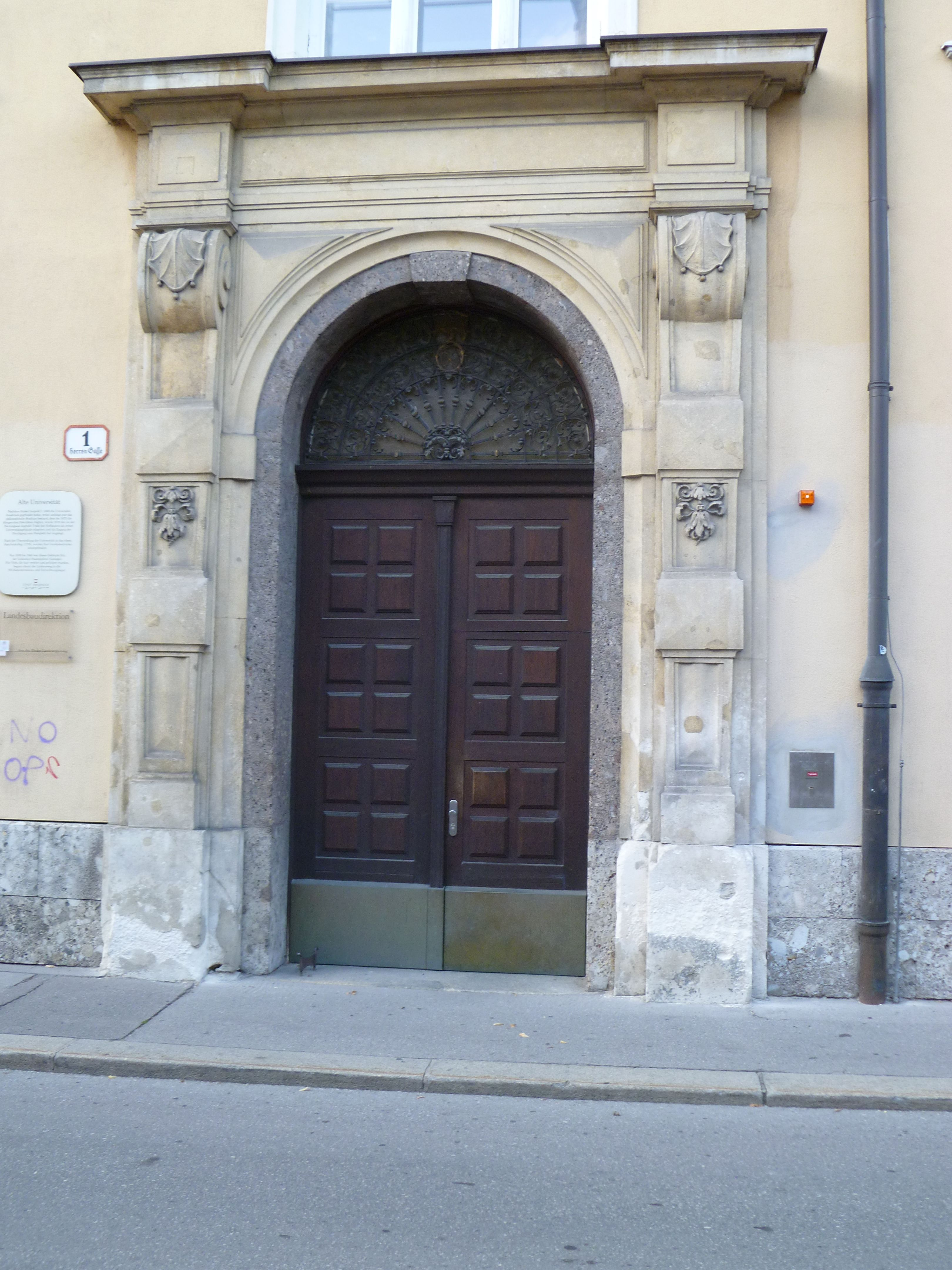
Eingang zum Polizeipräsidium Innsbruck, Ort der Ermordung von Franz Hickl und späteres Gestapo-Hauptquartier

Franz Hickl, Heimatzuständigkeit Wien, war verheiratet mit Maria, geborene Benesch; die Ehe blieb vermutlich kinderlos. Während des Ersten Weltkrieges war Hickl Offizier der k. u. k. Armee und wurde im Range eines Hauptmannes aus der Armee entlassen. Nach dem Ersten Weltkrieg trat er, unter Beibehaltung seines Ranges, der Wiener Polizei bei. Dort war er Schulkommandant und später Kommandant eines Überfallkommandos. Im Juni 1933 wurde er nach Innsbruck beordert und mit dem Kommando über die Städtische Schutzmannschaft betraut; ihm unterstand die uniformierte Polizei von Innsbruck.

## Tod

### Ermordung

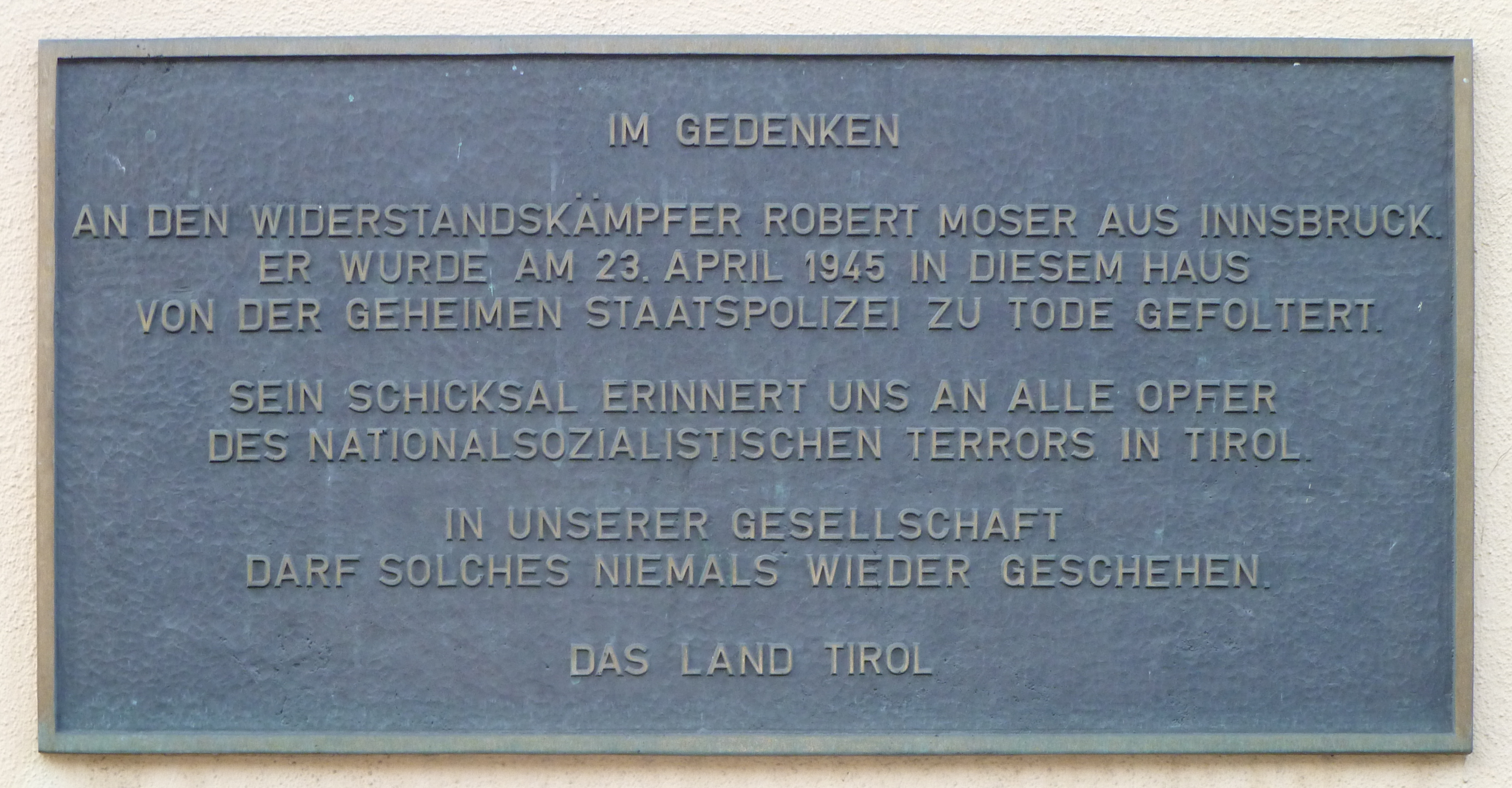
Heutige Gedenktafel in der Herrengasse für Robert Moser und alle weiteren Opfer der NS-Zeit in Innsbruck

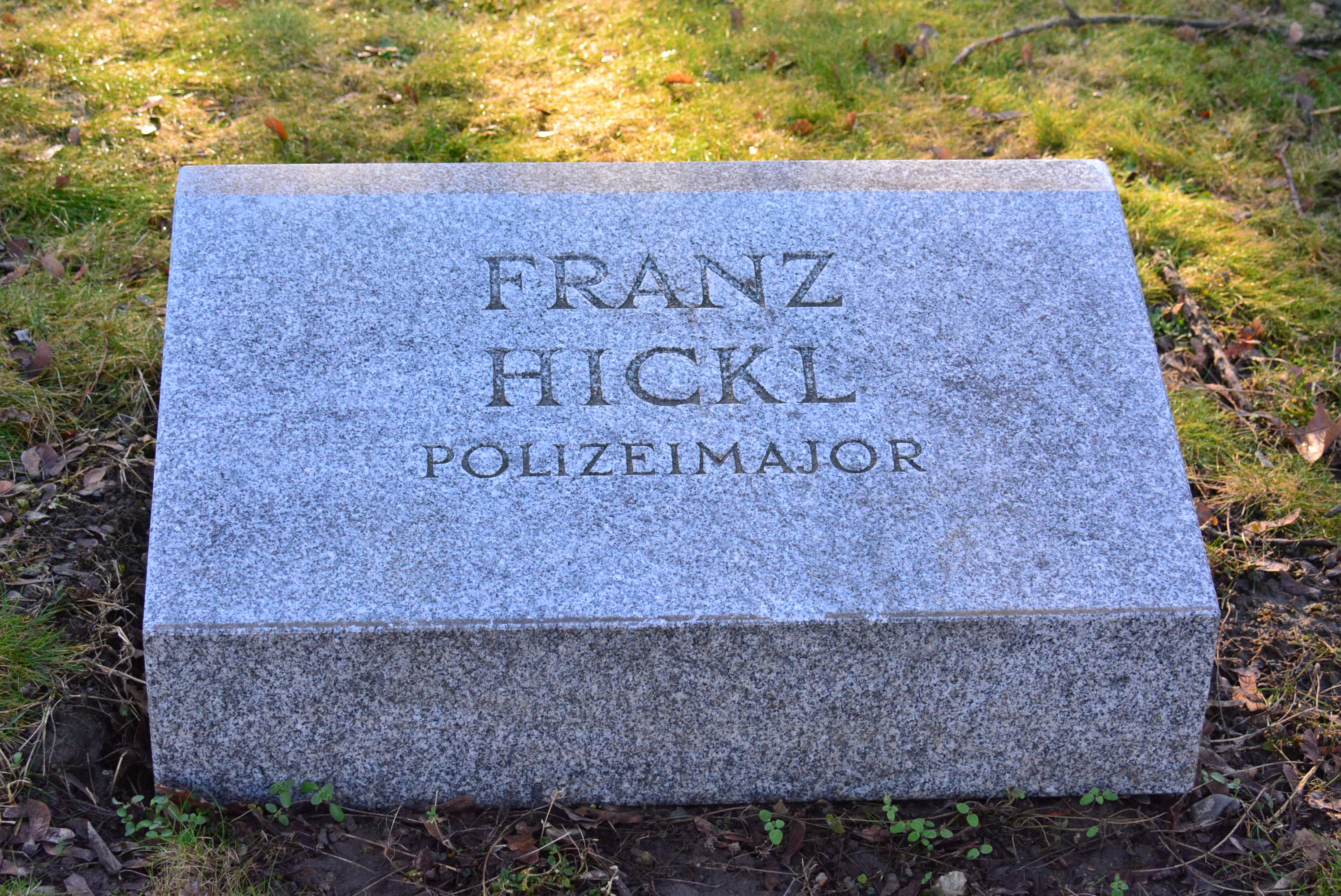
Grab Franz Hickls am Wiener Zentralfriedhof

Polizeistabshauptmann Franz Hickl wurde am 25. Juli 1934, um 14.30 Uhr, von dem 26-jährigen SS-Angehörigen Friedrich Wurnig, am Eingang zum Bundespolizeikommissariat Innsbruck, Herrengasse 1, durch vier Schüsse ermordet. Der Täter flüchtete auf dem Fahrrad in Richtung Herzog-Otto-Straße. Der Torposten des Bundespolizeikommissariates sowie mehrere Passanten nahmen die Verfolgung auf. Ein Passant versuchte, den Flüchtenden mit dem Regenschirm zu stoppen; Wurnig konnte dem Schlag ausweichen, kam aber zu Sturz und flüchtete zu Fuß weiter. Die Tatwaffe warf er weg. Wurnig floh in eine an der Nordseite des Statthaltereigebäudes befindliche Wohnung, wo er von seinen Verfolgern überwältigt wurde. Sein Helfer, Christian Neyer, der zuerst wie unbeteiligt am Geländer des Innufers angelehnt stand, versuchte ebenfalls wegzurennen, wurde aber von Passanten aufgehalten und der Polizei übergeben.
Hickls Leichnam wurde in seine Heimatstadt überführt und am Wiener Zentralfriedhof in der Grabanlage für Opfer des Bürgerkriegs 1934 – Exekutive beigesetzt. Am Begräbnis nahmen ca. 10.000 bis 20.000 Menschen teil.

### Prozess
Am 1. August 1934 wurde Friedrich Wurnig von einem Senat des Militärgerichtshofes wegen der Ermordung von Franz Hickl zum Tod durch den Strang verurteilt und – den damals in Österreich bezüglich des Vollzugs der Todesstrafe gültigen Vorschriften entsprechend – nach wenigen Stunden im „kleinen Hof“ des Innsbrucker Gefangenenhauses am Würgegalgen hingerichtet (siehe auch Liste der 1933 bis 1938 nach österreichischem Recht hingerichteten Personen).
Wurnigs Komplize Christian Neyer hatte versprochen „auszupacken“ und deckte in der Tat die Hintermänner des Anschlages auf; er wurde zu 20 Jahren schweren Kerkers verurteilt.
Am 15. August 1934 mitverhaftet, wurden Dr. Adolf Franzelin, Oberpolizeirat und Vorstand des Stadtpolizeiamtes Innsbruck, sowie der Polizeikommissär Dr. Walter Kapferer. Beide galten als Mitverschwörer des NS-Putschversuchs sowie an Hickls Ermordung. Aus Mangel an Beweisen kamen beide, im Herbst 1934, wieder frei. Franzelin behauptete vor Gericht, dass unter seinem Namen Missbrauch getrieben worden sei und er mit den Ereignissen nichts zu tun habe. Da er durch andere nationalsozialistisch gesinnte Justizmitglieder über die polizeilichen Ermittlungen bestens informiert war, konnte ihm die aktive Beteiligung nicht nachgewiesen werden.

### Hintergründe
Die Ermordung von Hickl war kein Zufall. Hickls Ernennung zum Chef der uniformierten Innsbrucker Polizei hatte die faktische Entmachtung des Nazi-Kollaborateurs Franzelin bedeutet, der bei einem Putschversuch eine zentrale Rolle hätte spielen sollen. Hickl genoss zudem den Ruf eines konsequenten Verfolgers der illegalen Nationalsozialisten, so dass bereits, im April 1934, Drohungen der Nationalsozialisten gegen Hickl öffentlich wurden. Zudem war in Tirol die Terror-Gruppe („T-Gruppe“) der SS durch Bombenanschläge und Mordanschläge sehr aktiv. Der stellvertretende Gauleiter von Tirol, Fritz Lantschner, hatte am 24. Juli 1934 den Befehl zur Ermordung Franz Hickls an Wurnig erteilt. Friedrich Wurnig war SS-Scharführer und Führer der sog. Terrorgruppe (T-Gruppe) der Tiroler SS. Sein Helfer Christian Neyer war ebenfalls SS-Mann und stellvertretender Führer der T-Gruppe. Er sollte sich in der Nähe des Tatortes aufhalten und – wenn der Anschlag durch Wurnig nicht gelungen sei – mit weiteren SS-Angehörigen die tödlichen Schüsse auf Hickl abfeuern.
Die Ermordung des von den Nationalsozialisten besonders verhassten Franz Hickl („blindwütigster Verfolger aller Nationalsozialisten“) sollte das Signal für den Aufstand der Nationalsozialisten in Tirol sein. Auch die Österreichische Legion stand bereit, von Bayern aus nach Österreich einzumarschieren; ein entsprechender Versuch wurde allerdings erst am 28. Juli 1934 und mit wenig Erfolg bei Kufstein unternommen. Die Tiroler SA hatte an diesem Tag Bereitschaft, was aber der Polizei bekannt war, und Klaus Mahnert, der „Brigadeinspekteur“ der SA für Tirol (und von 1959 bis 1966 FPÖ-Abgeordneter zum österreichischen Nationalrat), wartete auf weitere von der SA-Brigadeführung in Deutschland ausgesandte Einsatzbefehle zum Aufstand. Als die Radiomeldung von der Ermordung Dollfuß durchgesagt wurde, konnte sich die Tiroler SA-Führung aber nicht zum Losschlagen entscheiden, einkommende Einsatzbefehle wurden nicht befolgt. Der zweite, am Abend per Funk eintreffende Befehl lautete: „Schlagt endlich los! Fehlt der Mut?“ Hierauf drahtete der Innsbrucker SA-Führer Mahnert zurück: „Befehl undurchführbar. Bereitschaft aufgehoben.“ Durch den Mord wurde aber genau das Gegenteil bewirkt, er löste in der Bevölkerung große Empörung aus. Fritz Lantschner, der den Mord in Auftrag gegeben hatte, tauchte noch am gleichen Tag unter und verließ am 1. August mit falschen Papieren Österreich in Richtung Liechtenstein, machte aber nach dem Anschluss Karriere als Gauamtsleiter für Agrarpolitik und Regierungsdirektor und tauchte nach 1945 in Südamerika unter.
Den Attentätern war durch Franzelin versichert worden, dass sie nach einer eventuellen Verhaftung umgehend wieder freikämen; dies erwies sich als Irrtum. Wurnigs Komplize Christian Neyer aber hatte versprochen „auszupacken“ und deckte in der Tat die Hintermänner des Anschlages auf; er wurde zu 20 Jahren schweren Kerkers verurteilt. Am 27. August 1938 wurde Neyer begnadigt und aus der Haftanstalt Stein in Niederösterreich entlassen; er begab sich dann nach Deutschland. Seine Versuche, in der NSDAP Karriere zu machen (etwa den „Blutorden“ für alte Kämpfer zu bekommen) scheiterten, seine Mittäter hingegen stiegen in der NSDAP auf und konnten sich auch an dem Eigentum vertriebener Österreicher bereichern.
Oberpolizeirat Adolf Franzelin machte, nach dem „Anschluss“ Österreichs an das Deutsche Reich 1938, in der SS Karriere und war, bis zu seinem Tod 1940, Polizeidirektor von Innsbruck.
Polizeikommissär Walter Kapferer verblieb in der Innsbrucker Stadtverwaltung und stand 1944 im Rang eines Magistratsoberrats.

## Ehrung
- Franz Hickl wurde posthum zum Polizeimajor ernannt.
- Am 30. September 1934 wurde für Franz Hickl eine Gedenktafel am Portal des Amtsgebäudes in der Herrengasse 1 angebracht, die im März 1938 entfernt wurde.